# Ляхоцький Володимир Павлович
Володимир Павлович Ляхоцький (нар.17 березня 1957, с. Розкішна, Київська область)— український науковець-історик, педагог, громадський діяч, організатор науки і освіти, доктор історичних наук, професор, лауреат премій. Народний Герой України. Ректор Київської державної академії декоративно-прикладного мистецтва і дизайну ім. Михайла Бойчука, проректор Національного медичного університету ім. О.О.Богомольця, проректор Університету менеджменту освіти НАПН України, директор-фундатор Українського науково-дослідного інституту архівної справи та документознавства, очільник НДІ післядипломної педагогічної освіти. 

## Життєпис
Закінчив заочне відділення  історичного факультету Київського державного педагогічного інституту ім. О.М.Горького (1981). Вперше за роки існування заочного відділення, отримав рекомендацію для вступу на навчання до аспірантури. Відтоді працював  на посадах старшого лаборанта, асистента, доцента кафедри політичних наук Київського інженерно-будівельного інституту.
1994—2001— директор— організатор  Українського  НДІ архівної справи та документознавства (призначений відповідно ухвали  Колегії Головного архівного управління при Кабінеті Міністрів України).
2002—2008— проректор з гуманітарної освіти та виховання, водночас, завідувач кафедри соціології Національного медичного університету імені О. О. Богомольця (затверджений МОЗ України на підставі, результатів конкурсу та ухвали вченої ради університету).
2008—2010— ректор Київського інституту декоративно-прикладного мистецтва та дизайну імені Михайла Бойчука (призначений за результатами конкурсу, Міністерством освіти і науки України).
Від 2011— вчений секретар, від 2012 — проректор з наукової роботи— директор НДІ післядипломної педагогічної освіти, воднораз, професор кафедри університетської і професійної освіти Університету менеджменту освіти НАПН України (затверджений Президією НАПН  України на підставі ухвали вченої ради УМО).
2016—2022 заступник директора, начальник відділу інформаційних технологій та захисту інформаційних ресурсів Центрального державного кінофотофоноархіву України ім. Г.С.Пшеничного.
2021— голова правління ГО «Всеукраїнський кластер краєзнавчих та локальних історичних досліджень». 

## Науковець
Сферою наукових інтересів Володимира Ляхоцького є: архівна справа, джерелознавство, книго- і бібліотекознавство, біографістика, огієнкознавство; історія України, освіти, медицини, друкарства, українсьского радіомовлення. 
Зусилля науковця спрямовані на сприяння:
- вивченню історії України у рамках існуючого адміністративно — територіального поділу, політичного, економічного та культурного розвитку регіонів, місцевостей, діяльності трудових колективів, організацій і установ, закладів науки, освіти, культури, мас-медіа, громадських організацій, окремої особистості, події, факту, наявної локації;
- формуванню всеукраїнських, регіональних і місцевих історико-краєзнавчих програм й організації локальних історичних розвідок;
- створенню та опрацюванню й публікації історичних джерел, результатів джерелознавчих та конкретно-історичних досліджень;
- популяризації досягнень історичної науки та українського краєзнавства й культури, створенню фондів «живої історії», проведенню науково-біографічних та бібліографічних  розвідок, упорядкуванню довідників та покажчиків, створення ґрунтовних монографічних досліджень.

На дослідницькій ниві Володимир Ляхоцький:
- створив наукову розвідку на тему: «Націоналізм і шовінізм як течія суспільної думки у Франції в останній третині ХІХ ст.» (Антисемітизм-складова частина реакційної ідеології Франції), результати якої були оприлюднені на Міжреспубліканській науковій конференції молодих вчених (Київ, 27-28 січня 1981р.);

- здійснив фундаментальне джерелознавче дослідження, результатом якого стало виявлення у вітчизняних і зарубіжних архівах та книгозбірень корпусу документів та матеріалів, що відклалися в результаті діяльності республіканських та обласних засобів радіомовлення України у період Другої світової війни, їх всебічний аналіз та введення до наукового обігу;
- виконав ґрунтовне, комплексне вивчення діяльності Івана Огієнка (митрополита Іларіона) як просвітителя та ієрарха Української греко-православної церкви, політичного діяча, науковця, публіциста, менеджера, видавця, редактора, бібліографа, завзятого організатора архівної та бібліотечної справи. Реконструював періодизацію життя та діяльності, пов'язану з основними суспільно-політичними течіями в Україні та поза її межами у ХХ ст., визначив шлях генези наукових, богословських та політичних, згодом позапартійних поглядів, формування громадянської, патріотичної, національно окресленої позиції, яка стала сутністю та змістом  багатогранної діяльності, чинниками, що визначили його непересічну роль у соціально-політичних процесах. Довів, що І. Огієнко був одним із найактивніших  будівничих та провідників культуротворчого національного розвою на теренах України у роки Визвольних змагань 1917—1921рр., у лавах української діаспори у 20-60-х роках ХХ століття, в яких значною мірою визначав політику українського книгодрукування, організацію бібліографічної діяльності, бібліотечної та частково архівної справи, формування системи освіти, боротьбу за утвердження автокефалії Української православної церкви, забезпечення умов вільного віросповідання співгромадян.
- визначив концептуальну структуру огієнкознавства, як складового сегменту української біографістики. Означив науковість поняття, стан, завдання. Доклав до його біографіки  близько 150 праць, серед яких монографії «Тільки книжка принесе волю українському народу» та «Просвітитель», стали вагомим внеском не тільки у вітчизняне книгознавство, бібліотеко- бібліографознавство, а й історичної науки, в цілому;
- збагатив біографістику, створивши  сотні розвідок, які поглибили пізнання про життєвий та творчий шлях, наукову, освітянську, лікувальну, культурологічну, громадсько-політичну, державницьку діяльність добре знаних, або ж не поцінованих у часі, невідомих, таврованих російською та радянською імперіями, а також, загублених в тенетах історії співвітчизників;
- досліджував історію українського національно-визвольного руху, періодику української діаспори XIX–ХХ століть, Української православної церкви, освіти культури та мистецтва. Йому належить творчий задум, керівництво проектом, співавторство та загальне редагування  тритомного видання «Микола Плав'юк: Україна— життя моє», присвяченого 10-річчю від дня передачі чинній владі України атрибутів і символів УНР та 75-річчю від дня народження останнього Президента Української Народної Республіки в екзилі, голови Фундації імені Олега Ольжича в Україні Миколи Плав'юка;
- виступив співзасновником та першим директором унікальної наукової установи країни— Українського науково-дослідного інституту архівної справи та документознавства, 1994р., виконав комплекс всіх реєстраційних та організаційних процедур, що забезпечили початок повноцінного функціонування установи, окреслив стратегію її розвитку, обґрунтував визначення пріоритетності напрямів діяльності, заклав загальні принципи взаємодії з керівним органом галузі. Започаткував систему випуску фахових видань інституту. Налагодив систему широкої співпраці та обміну досвідом інституту зі спорідненими науковими установами та профільними кафедрами закладів вищої освіти України та ряду зарубіжних країн, заклав фундамент для подальшого тривалого  плідного його функціонування. Домігся визнання новоствореної установи професійним колом держави, високого авторитету, стабільності діяльності. «Закладені засадничі принципи діяльності Інституту в перші, найскладніші роки його існування, залишаються чинними й дотепер» (13, с.67.) Директор, як творча, невсипучої енергії особистість, був залучений до творення державних концепцій «Національна архівна інформаційна система», «Системна комп'ютеризація архівної справи України», «Прогностична модель розвитку архівної галузі України у ХХIст.», «Архівна та рукописна україніка», «Архівна та рукописна україніка», «Національна програма збереження бібліотечних і архівних фондів на 2000—2005 роки». Він виступає багатолітнім, невтомним, послідовним промоутором створення в державі Національного архіву України;
- заклав та очолив склад редакційних колегій наукових видань Інституту. Під науковим керівництвом і за його участю підготовлено та видано сім томів «Студій з архівної справи та документознавства», п'ять випусків серії «Історія архівної справи: спогади, дослідження, джерела», шість, «Архівні та бібліографічні джерела української історичної думки», три  томи збірок документів «Пам'ятки»;
- організував систему заходів зі створення позитивного іміджу інституту, ініціював та брав безпосередню участь у створенні символіки й атрибутики наукової установи та системи заохочувальних відзнак галузі. Десятки статей присвятив актуальним проблемам вітчизняної архівної справи. Він автор одного із перших, по проголошенню незалежності України, узагальнень розвою архівної справи України на межі ХХ та ХХІ ст.;
- керував науковими темами, в тому числі, зі створення першого, за часів незалежності України, підручника для студентів історичних факультетів вищих навчальних закладів «Архівознавство». Крім цього, виступив співавтором численних навчальних посібників для вищих навчальних закладів України, зокрема, «Нариси з історії України: новий погляд», «Національні процеси в Україні: історія та сучасність», згодом, «Страхова медицина в Україні: історія та сучасність»;
- ініціював проект, в якому виступив керівником, науковим редактором, співавтором тритомного видання, присвяченого 165-річчю від дня заснування київської вищої медичної школи «Національний медичний університет імені О.О.Богомольця: роки, події, люди»;
- співпрацював у розробленні концепцій «Гуманітарного розвитку України до 2020р.», «Комплексної системи виховання українського лікаря та провізора», «Розвитку наукових бібліотек закладів вищої освіти післядипломної педагогічної освіти», «Стратегії розвитку наукової діяльності закладів післядипломної педагогічної освіти України», формуванні першого в історії педагогіки України видання дефініцій з основ підготовки науково-педагогічних кадрів післядипломної педагогічної освіти, вживаних освітянами і науковцями у першій чверті ХХІ ст.;
- упорядковував методичні засади використання технічних засобів навчання при викладанні соціально-гуманітарних дисциплін у закладах вищої освіти;
- розвивав засади дослідження проблем модернізації післядипломної педагогічної освіти України в сучасному глобалізованому світі, здійснював моніторинг її наукового потенціалу, визначав актуальні проблеми, стратегію перспектив розвитку, методику використання хмарних обчислень для ефективної організації наукової роботи;
- займався аналізом критерій визначення ефективності наукової продукції НДР, її інноваційних аспектів як фактору інформатизації дослідницької діяльності. Аналізував актуальні технології підвищення фахового рівня науково-педагогічних працівників освітніх закладів ППО України на сучасному етапі.
- розглядав історичний аспект етапів трансформації українського суспільства та системи підготовки наукових кадрів у період зростання інформаційно-комунікативного середовища, результати розв'язування теоретико-методичних і психолого-педагогічних проблем інформатизації освіти, формування та розвитку освітньо-наукового цифрового середовища, вивчав проблеми, напрацьовував пропозиції щодо визначення  перспектив його подальшого розвитку.
- призначався членом спеціалізованих рад з захисту дисертацій на здобуття наукового ступеня доктора наук Національної академії керівних кадрів працівників культури і мистецтв та Видавничо-поліграфічного інституту Національного технічного університету України «Київський політехнічний інститут імені Ігоря Сікорського»
- заснував також й функціонував головним редактором та шеф-редактором, науково-практичного щорічника «Гуманітарний семінаріум» та 4-х полосної газети «Мистець».
- входив до редколегій наукових часописів, зокрема «Київська старовина», «Пам'ять століть» (заст. гол. редактора), «Бібліотекознавство. Документознавство. Інформологія», «Горизонти освіти», «Архівознавство. Археографія. Джерелознавство», «Вісник Державного комітету архівів України», Науковий вісник Національного медичного університету імені О.О.Богомольця, серії наукового збірника «Іван Огієнко і сучасна освіта», Науковий вісник Національної академії наук вищої освіти України" та ін. Належить до кола будівничих наукового щорічника «Україна дипломатична», першого складу його редколегії та авторського колективу. Член редколегій серійних видань «Історичний календар», «Український богослов», численних редколегій окремих наукових збірок та видань.

## Громадський діяч
Володимир Ляхоцький є головою правління ГО «Всеукраїнський кластер краєзнавчих та локальних історичних досліджень» (з 2021), віце-президентом ГО «Національна академія наук вищої освіти України», а також членом чи учасником: 
- Українського товариства охорони пам'яток історії та культури (УТОПІК) (з 1974),
- спільної (Інститут Патона та Фастівська міська організація охорони пам'яток та культури) науково-дослідної  експедиції з виявлення артифактів діяльності  винахідника дугового електрозварювання Миколи Бенардоса (1980).
- делегації молоді Фастівщини на ХХІІ Олімпійських іграх (1980),
- Всеукраїнського товариства «Просвіта» імені Тараса Шевченка (з 1992),
- Всесвітніх та загальнодержавного рівня форумів українців, інтелігенції, які відбувалися  в Україні від 1992р.,
- Всеукраїнського товариства імені Івана Огієнка (з 1994), член правління,
- Спілки архівістів України (з 1994),
- Наукової ради Національної історичної бібліотеки України (з 1995).
- Наукової ради Національного історико-архітектурного музею «Київська фортеця» (Музей «Київська фортеця») (з 1995).
- розбудови єдиної  соборної Української православної церкви,
- кількох місцевих краєзнавчих та  педагогічних музеїв у закладах освіти Київщини (співзасновник), насамперед, м. Фастова (1995),
- Міжнародного історичного клубу «Планета» при Міністерстві закордонних справ України (з 1995), заступник голови правління,
- Історичного товариства Нестора-літописця (з (1996, член вченої ради),
- Українського історичного товариства (США) (з 1997),
- Фундації імені Олега Ольжича — радник голови правління Миколи Плав'юка (1999), перший заступник генерального директора (з 2002).
- Наукового товариство імені Шевченка (НТШ, Львів, з 1998),
- Українського біографічного товариства (з 1998),
- Української технологічної академії (академік відділення поліграфії та видавничої справи, з 1999),
- православного храму Св. Миколая у м. Фастові (ініціатор та організатор будівництва, співзасновник парафії, учасник організації благодійницького руху, з 2000),
- Учасник  експедиції з комплексного збирання етнографічних матеріалів і пам'яток духовної та матеріальної культури поліщуків у Чорнобильській зоні відчуження (фольклор, відомості про народне мистецтво, народні промисли і ремесла, архітектуру, календарні і родинні обряди) під керівництвом Ростислава Омеляшка (2001),
- Національної спілки журналістів України (з 2002),
- «Клубу елітарних зустрічей» (Київ, організатор і керівник, з 2002),
- всеукраїнських урочистостей з відзначення 10-річчя передачі Урядом УНР в екзилі першому Президенту незалежної України Леоніду Кравчуку, символів і атрибутів державної влади (співорганізатор і ведучий, з 2002),
- Міжвідомчої координаційної ради у справах закордонних українців при Державному комітеті України у справах національностей та міграції (з 2002),
- Оргкомітету України з підготовки першого на теренах України VIII Світового Конґресу Українців, заступник голови (2003),
- Національної академії наук вищої освіти України" (Віце-президент з питань регламенту, справочинства та архіву, академік-секретар відділення історії, з 2004),
- Комітету у справах премії імені Івана Огієнка (2004),
- Міжнародної академії культури, безпеки, екології та здоров'я (Академік-секретар відділення історії медицини, 2011),
- Української бібліотечної асоціації (з 2014),
- Міжнародної академії освіти і науки (Віце-президент з питань соціально-гуманітарних наук, 2017),
- Національної спілки краєзнавців України (з 2019).

Володимир Ляхоцький також є ініціатором і промоутером:
- проєктів зміни застарілої радянської та проросійської топоніміки в містах і селах, насамперед Київської області, створення в м. Фастів Київської області Центру іудаїстики,
- відновлення діяльності Хоральної синагоги (ідіш: хоршул), будівля якої від 1917 року зазнала суттєвих пошкоджень,
- появи на карті топонімів м. Фастова імені Івана Огієнка (митрополита Іларіона).

## Відзнаки
Почесні звання: Народний Герой України (2025). Почесний краєзнавець України (2023), Почесний професор Кам'янець-Подільського національного університету імені Івана Огієнка (2006), Почесний професор Європейського інституту безперервної освіти (EIDV) (Подгайська, Словаччина) (2019), Почесний професор Вищої школи Uni — Terra (Познань, Польща) (2021), Почесний доктор Українського університету охорони здоров'я (2023). 
Лауреат премій: «Імені Василя Веретеннікова» (2000), «Імені Івана Огієнка» (2002), «Імені Володимира Винниченка» (2018), «Володимира Великого» (2019).«Імені Івана Нечуя-Левицького» (2021). 
Почесні грамоти: Верховної Ради України (2003), Кабінету Міністрів України (2002), Міністерства охорони здоров'я України (2007), Національної академії педагогічних наук України (2008), Головного архівного управління при Кабінеті Міністрів України (1998), Київської обласної державної адміністрації (2001), Київського міського голови (2002), Спілки архівістів України (2017), Спілки дизайнерів України (2008), Українського фонду культури (2012), Голови Організації українських націоналістів, останнього  президента УНР в екзилі Миколи Плав'юка (2002), Всеукраїнського жіночого товариства імені Олени Теліги (2009), Національної академії наук вищої освіти України (2016, 2017, 2019, 2021), Національної академії внутрішніх справ (2019) та ін.   
Відомчі ордени громадських організацій: «За заслуги у розвитку науки, освіти та мистецтва» (Українська технологічна академія, 2007 ), «За видатні досягнення у розвитку національной освіти і науки» - «Святого князя  Володимира» (2021) та «Ярослава Мудрого» (2022), «За участь у національно-визвольній боротьбі за незалежність України - вагомі заслуги у волонтерської діяльності» - «Хрест Визволителя» (2022.) «За  міжнародне визнання в освіті і науці» - «Альфреда Нобеля»(2024) (Національна академія наук вищої освіти України), ін.
Диплом ІІ ст. Національної академії педагогічних  наук України за підготовку посібника «Термінологічний словник з основ підготовки наукових та науково-педагогічних кадрів післядипломної педагогічної освіти» (2015).
Нагрудні знаки: Міністерства освіти і науки України «Відмінник освіти України»(2002), «А. С. Макаренка» (2008), Міністерства культури і мистецтв України «За досягнення в розвитку культури і мистецтва» (2003), Міністерства України у справах сім'ї, молоді та спорту «Знак пошани» (2008), Державного комітету України у справах національностей та міграції (Держкомнацміграції) «За особистий вагомий внесок у зміцнення миру та міжнаціональної злагоди» (2004), Національної академії педагогічних наук України «К.Д.Ушинського» (2009)), «Григорія Сковороди» (2017), «Володимира Мономаха» (2022), Українського фонду культури «За подвижництво в культурі» (2017), Київського міського голови «Знак пошани» (2004), Київської обласної ради «За заслуги перед Київщиною» (2025), «85 років Кам'янець-Подільському державному університету» (2003), «95 років Національній академії внутрішніх справ» (1996),«За звитяжну працю у сфері  післядипломної освіти» Державного закладу вищої освіти «Університет менеджменту освіти» (2024), Нагрудним знаком Київського національного університету театру, кіно і телебачення  ім. І.К.Карпенка-Карого (2008).
Медалі: «Івана Крип'якевича» (2006),«Івана Пулюя» (2014), «О.О.Богомольця» (2015), «20 років Академії наук вищої освіти України» (2015), «За успіхи в науково-педагогічній діяльності» (2017), «Ім. Івана Івановича Огієнка» (2018), «Ярослава Мудрого»(2020) «ГО Національна академія наук вищої освіти  України», «Будівничий України» Всеукраїнського товариства імені Т. Шевченка «Просвіта» (2002), «30 років Українському фонду культури» (2017), срібною медаллю «Михайло Петрович Драгоманов 1841—1895» (2023). 
Подяки: Київського міського голови (1999, 2003), Київської обласної ради (2024), чисельних державних  та місцевих органів влади, установ, закладів, організацій.
Відзнаки Української православної  церкви Київського Патріархату:
- ордени: «Христа Спасителя» (2001), «Святого апостола Андрія Первозванного» (2009), «Святого Рівноапостольного князя Володимира Великого І-ІІІ ст.» (1999, 2002, 2009), «Святих Кирила та Мефодія» (2007), «Святого Юрія Переможця» (2010), «Святого Архистратига Михаїла» (2012), «Святого Миколая Чудотворця» (2015).
- медалі: «2000 ліття Різдва Христового» (2001), «Святих Кирила і Мефодія» (2016), «За жертовність та любов до України» (2017), «Святого Юрія Переможця» (2018).
- Благословенні грамоти:Патріарха Київського і всієї Руси–України Філарета (2014). Патріаршою благословенною грамотою з золотим хрестом УПЦ КП (2016), парафії Великомучениці Варвари. Настоятель о. Микола Салабай (м. Київ) (2001), новоствореної, за подвижницької участі В.Ляхоцького, парафії Св. Миколая. Настоятель о. Микола Салабай (м. Фастів, Київської обл.)  (2003).

## Наукові праці
Володимир Ляхоцький є автором понад 670 наукових, навчально- і науково-методичних праць та публіцистичних публікацій з проблем історії України, джерелознавства та архівознавства, книгознавства і бібліотекознавства, краєзнавства і локальної історії, національної освіти і педагогіки, медицини, мистецтвознавства, соціології тощо, серед яких:
1. Розповідає Володимир Ляхоцький / В.П.Ляхоцький // Перемога: газета.— Фастів, 1975.— 17 трав.— С. 4.
2.Військо України: яким його хотіли бачити партії, рухи і громади / В.П.Ляхоцький // Військо України.— 1994.— №1.— С. 30—35.
3.На хвилях ефіру— позивні Кобзаря, або дещо про фронтових радіожурналістів / В.П.Ляхоцький // Журналіст України.— 1994.— №3— 4.— С. 11— 14.
4.Збройні сили в Україні: від давнини до сьогодення в державних актах / В.П.Ляхоцький // Сурма.— 1995.— №1.— С. 88—96.
5.Нариси з історії України: новий погляд (з найдавніших часів до кінця XVIIIст.): навч. посіб. / [В.І.Гусєв, С.Ф.Левітас, В.П.Ляхоцький та ін.]; під ред. В.Г.Слюсаренка.— Київ: Вирій, 1996.— Ч. 1.— 144 с.
6.Є мова, є народ. Наука про рідномовні обов'язки І.І.Огієнка— орієнтир не лише для українця, а й для особи будь-якої іншої національності. / В. П. Ляхоцький // Всесвітня література в середніх навчальних закладах України.— 1996.— №8.— С. 3— 5.
7.Іван Огієнко: толерантність — основна умова співпраці церков різних конфесій / В.П.Ляхоцький // «Берестя— 1596» в історичній долі українства: матеріали Всеукр. наук.-богослов. конф., 29— 30 листоп. 1996.— Тернопіль, 1996.— С. 41— 46.
8. Краєзнавчі студії як підґрунтя наукового методу Івана Огієнка / В.П.Ляхоцький // Бібліотечне  краєзнавство у відновленні історичної пам'яті народу України: матеріали наук.-практ. конф., 26–27 трав. 1997р.— Київ, 1998.— С. 125—135.
9.Гуртки плекання рідної мови: (І. Огієнко про форми й методи рідномовного виховання) / В.П.Ляхоцький // Початкова школа.— 1997.— №12.— С. 56— 58.
10.До проблеми визначення оптимальної моделі архівної справи в сучасній Україні / В.П.Ляхоцький // Українське архівознавство: історія, сучасний стан та перспективи: наук. доп. Всеукр. конф., 19—20 листоп. 1996.— Київ, 1997.— Ч. 1.— С. 29— 36.
11.Епістолярія як джерело біографічних досліджень життя та діяльності діячів української культури, науки, політики / В.П.Ляхоцький // Український біографічний словник: Історія і проблематика створення: матеріали наук.-практ. конф., 8— 9 жовт. 1996.— Львів, 1997.— С. 77— 79.
12.Агатангел Кримський та Іван Огієнко: До проблеми персонального історичного порівняння / В.П.Ляхоцький // Проблеми історії України: факти, судження, пошуки: міжвід. зб. наук. пр.— Київ, 1998.— Вип. 4.— С. 313—321.
13.Домініка / В.П.Ляхоцький // Сучасність.— 1998.— №7— 8.— С. 130—137.
14.Історія архівної справи в Україні. Розділ 2 / В.П.Ляхоцький // Архівознавство: підруч. для студ. вищ. навч. закладів України.— Київ, 1998.— С. 20— 57.
15.Українське наукове товариство в Києві / В.П.Ляхоцький // Київська старовина.— 1998.— №6.— С. 16—21.
16.Автобіографія, як джерело історії в працях Івана Огієнка / В.П.Ляхоцький // Архівознавство. Археографія. Джерелознавство: міжвідомч. зб. наук. пр. Вип. 1: Архів і особа.— Київ, 1999.— С. 158—163.
17.Відновлюймо свою православну церкву / В.П.Ляхоцький // Український богослов.— 1999.— №1.— С. 249—258.
18.УДНДІАСД: п'ять років наукових досліджень у галузі архіво- і документознавства / В.П.Ляхоцький // Студії з архівної справи та документознавства.— Київ, 1999.— Т. 4.— С. 18— 26.
19.Venite aboremus «Світлій пам'яті О.Я.Мацюка» / В.П.Ляхоцький // Студії з архівної справи та документознавства.— Київ, 1999.— Т. 4.— С. 168—170.
20.Просвітитель: Видавничо-редакційна діяльність Івана Огієнка (митрополита Іларіона) / В.П.Ляхоцький; Держ. комітет архівів України, Укр держ. НДІ архів. справи та документознавства.— Київ: Вид-во імені Олени Теліги, 2000.— 528 с.
21.Тільки книжка принесе волю українському народові…: Книга, бібліотека, архів у житті та діяльності Івана Огієнка (митрополита Іларіона) / В.П.Ляхоцький; Укр. держ. НДІ архів. справи та документознавства.— Київ: Вид-во імені Олени Теліги, 2000. — 664 с.
22.Бібліотека Кам'янець-Подільського університету / В.П.Ляхоцький // Наукові праці Кам'янець-Подільського державного педагогічного університету. Історичні науки.— Кам'янець-Подільськ, 2000.— Т. 4 (6).— С. 305—315.
23.Некролог як жанр біографістики / В.П.Ляхоцький // Михайло Рубач: архівіст, історик, педагог: Спогади. Дослідження. Джерела.— [Київ: Укр. держ. НДІ архів. справи та документознавства, 2000].— С. 139—150.— (Історія архівної справи: спогади, дослідження, джерела; вип. 3).
24.Специфіка мемуарних нарисів Івана Огієнка / В.П.Ляхоцький // Пам'ять століть.— 2000.— №1.— С. 140—143.
25.Пам'ятки: [археогр. щорічник]. Т. 2: Епістолярна спадщина Івана Огієнка (митрополита Іларіона) (1907—1968) / Держкомархів України, Укр. держ. НДІ архів. справи та документознавства; [упоряд.: В.П.Ляхоцький, Н.П.Московченко, І.М.Преловська; редкол.: В.П.Ляхоцький (голов. ред.) та ін.].— Київ, 2001.— 478 с.
26.Президент розчленованої нації. Слово про Миколу Плав’юка / В. П. Ляхоцький // Пам’ять століть. – 2002. – № 3. – С. 34–50.
27.Микола Плав’юк: Україна – життя моє. Т. 1-3 На пошану Миколи Плав’юка /   Заг. ред., співавт., упоряд. В. Ляхоцький. – Київ : Вид-во імені О. Теліги, 2002.  
28.Гуманітарний семінаріум: наук.-практ. щорічник / [упоряд. В.П.Ляхоцький].— Київ: Унів. вид-во «Пульсари», 2003.— 232 с.
29.Україна на зламі епох: нотатки з новітньої історії вітчизняної архівістики 1991—2001рр. / В.П.Ляхоцький /Київ: Універ. вид-во «Пульсари», 2003. —88 с.
30.Огієнкознавство: стан, структура, завдання / В.П.Ляхоцький // Творча спадщина Івана Огієнка в контексті сучасного розвитку гуманітарних наук.: міжнар. наук.-практ. конф. 7–8 черв. 2007р.: зб. доповідей.— Київ: НАУ, 2007.
31.Доторк до полум'я. Національний медичний університет імені О.О.Богомольця в постатях ректорів: [наук.-публіц. моногр.] / Ю.Г.Віленський. В.П.Ляхоцький, В.Ф.Москаленко.— Київ; Харків: Контраст, 2009.— 236 с.
32.Термінологічний словник з основ підготовки наукових та науково-педагогічних кадрів післядипломної педагогічної освіти: навч. посіб. у сфері підгот. наук. та наук.-пед. кадрів / авт. кол.: Н.В.Гузій, В.П.Ляхоцький, Є.Р.Чернишова; Нац. акад. пед. наук України, Ун-т менеджменту освіти.— Київ: УМО НАПН України, 2014.— 230 с.
33.Актуальні технології підвищення фахового рівня науково-педагогічних працівників на сучасному етапі / В.П.Ляхоцький // Теорія і практика підготовки науково-педагогічних кадрів в Україні: зб. наук. праць  — Київ ТОВ «Альфа-Реклама», 2014.— С. 95—104.
34.Європейська асоціація освіти дорослих (ЄАОД) / В.П.Ляхоцький // Освіта дорослих: енцикл. словник / за ред. В.Г.Кременя; Нац. акад. пед. наук України, Нац. акад. держ. управління при Президентові України [та ін.].— Київ: Основа, 2014.— С. 137—138.
35.Післядипломна педагогічна освіта: у пошуку новітніх технологій / В.П.Ляхоцький // Вісник післядипломної освіти: зб. наук. пр. / Ун-т менеджменту освіти НАПН України; редкол.: О.Л.Ануфрієва [та ін.].— Київ: АПОСТОЛ, 2014.— Вип. 10 (23).—С. 100—112.
36.Народитися людиною— це чудо. Залишитися— величезна праця/ З плеяди першопрохідців. До 80-річчя від дня народження Станіслава Ісаковича Табачнікова: монографія /упор. В.І.Шпак.— К.: ДП «Експрес-об'ява», 2020.— С. С.92 —104 та ін.
37.Студії з архівної справи та документознавства: зб. наук. пр. / Голов. архів. управління при Кабінеті Міністрів України, Укр. держ. наук.-дослід. ін.-т архівної справи та документознавства. —Київ, 1996.— Т. 1 / [редкол.: В.П.Ляхоцький (голов. ред.), Н.П.Марченко та ін.]. —166 с.